# Édouard Vuillard

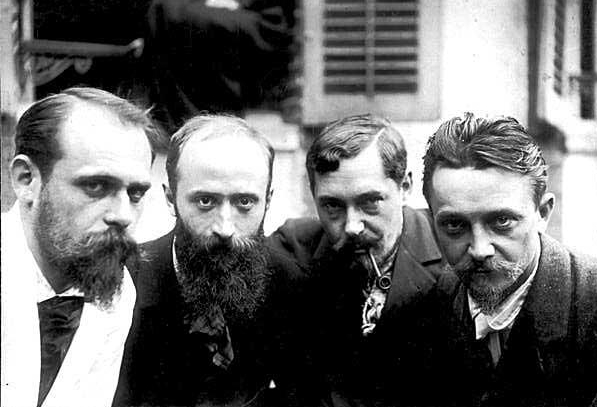
Von links: Ker-Xavier Roussel, Édouard Vuillard, Romain Coolus und Félix Vallotton im Jahr 1899

Édouard Vuillard (* 11. November 1868 in Cuiseaux (Département Saône-et-Loire); † 21. Juni 1940 in La Baule (Département Loire-Atlantique)) war ein französischer Maler des Intimismus und als ein Hauptvertreter des Postimpressionismus bedeutender Anreger der modernen Graphik. Er wird auch zu der Künstlergruppe der Nabis gezählt.

## Leben

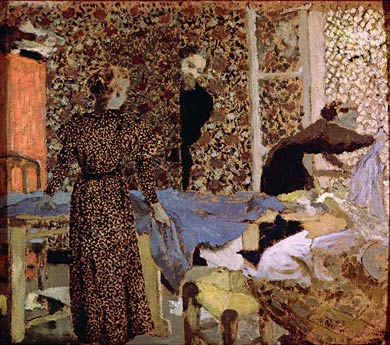
Édouard Vuillard; Intérieur à la table à ouvrage, 1893

Vuillard stand den Impressionisten nahe. Er war neben Pierre Bonnard, Maurice Denis und Paul Sérusier sowie seinem Schwager Ker-Xavier Roussel Mitglied der Künstlergruppe Les Nabis. Als Grafiker schuf er vor allem hervorragende Farblithografien. Die Zeitschrift La Revue blanche verdankt ihm einige ihrer besten Blätter. Für seine Ölbilder entwickelte er sich besonders matt und transparent wirkende Farben. Er gilt als einer der Hauptmeister des Postimpressionismus. Vuillard war ein leidenschaftlicher Amateur-Fotograf, der die Fotos auch als Vorlagen für seine Malerei benutzte.
1938 wurde Vuillard als Nachfolger von Paul Émile Chabas in die Académie des Beaux-Arts gewählt. Seit 1935 war er Mitglied der Académie royale des Sciences, des Lettres et des Beaux-Arts de Belgique.
Édouard Vuillard starb im Alter von 71 Jahren und wurde auf dem Pariser Cimetière des Batignolles im Familiengrab der Vuillard beigesetzt.
Im Jahr 1964 wurden Arbeiten von ihm auf der documenta III in Kassel in der Abteilung Handzeichnungen gezeigt.

## Werke (Auswahl)
- 1891, Im Bett

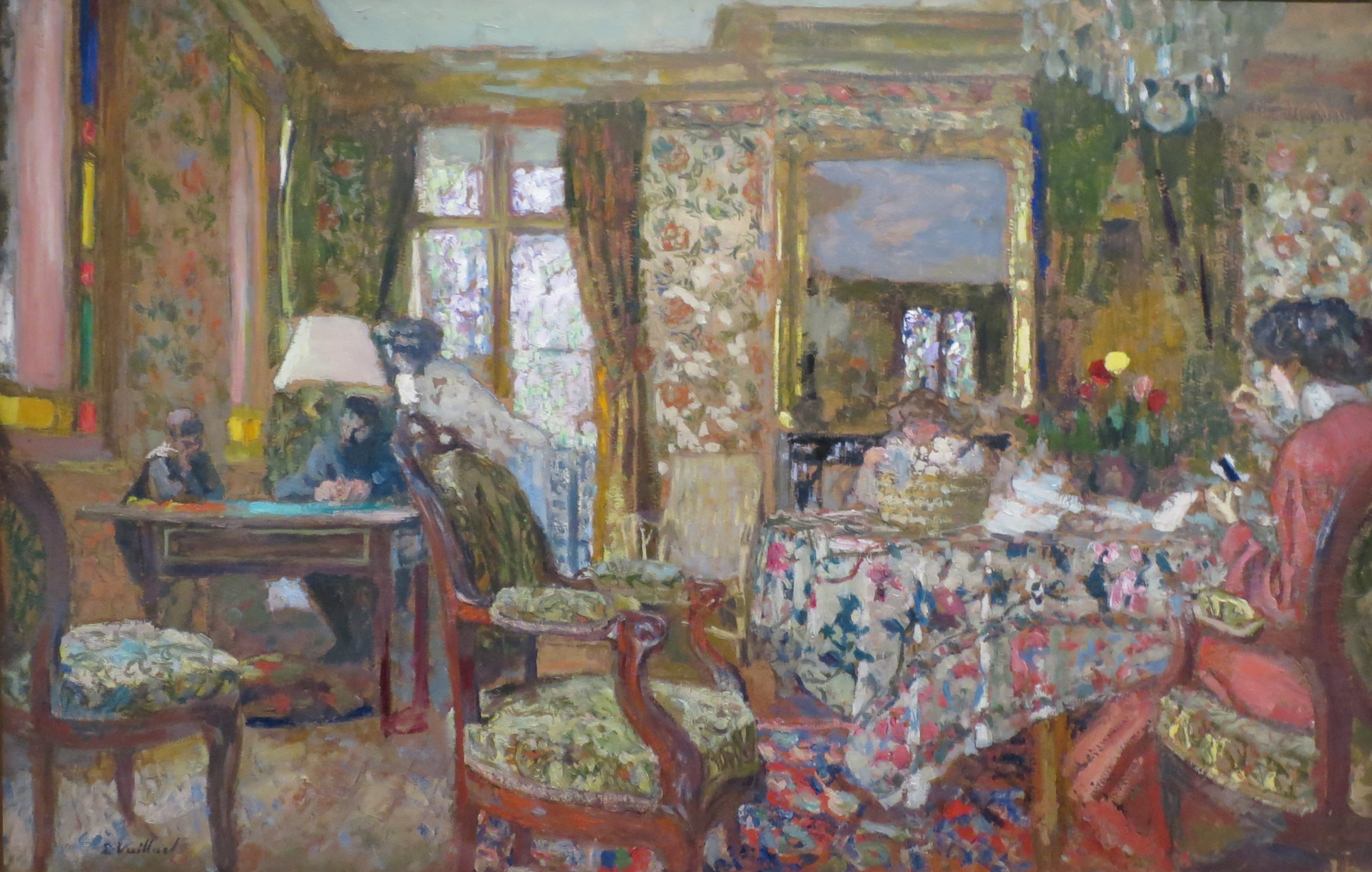
Édouard Vuillard; Intérieur, 1904, Puschkin-Museum, Moskau

- 1890–93, Auf der Couch (Weißes Interieur), Öl auf Leinwand, 32 × 38 cm, Puschkin-Museum, Moskau
- 1893, Lesende
- 1895–98, Im Garten, Puschkin-Museum, Moskau
- 1899, Mutter und Kind
- um 1900, Frau im Park, Clemens Sels Museum Neuss, Neuss
- 1910, Place Vintimille, Guggenheim Museum, New York
- 1912, Porträt Théodore Duret, National Gallery of Art, Washington D.C.
- 1925, In der Bibliothek, Privatsammlung[6]
- 1937, Garten in Vaucresson